# Amerikai Elektra (drámatrilógia)
Az Amerikai Elektra (eredeti cím: Mourning Becomes Electra) Eugene O’Neill drámatrilógiája, amely Aiszkhülosz Oreszteia című trilógiáját helyezi modern környezetbe. A darab főszereplői az ókori dráma egy-egy hősének felelnek meg. Schöpflin Aladár értékelése szerint az író „nagyon szerencsésen oldotta meg az időben való elhelyezés kérdését. Nem napjainkba helyezi, hanem olyan időpontba, amely elég közel van hozzánk, hogy a szereplőit modern embereknek tekinthessük, viszont eléggé történelmi, hogy olyasféle időbeli távolság perspektívájában láthassuk, mint a klasszikus görög a monda hőseit: 1865-be, az amerikai polgárháború idejébe.” A modernizált változatban ugyanúgy megjelennek a házasságtörés, gyilkosság és bosszú motívumai, mint a görög tragédiában, a kórus szerepét pedig a város lakói veszik át. Míg a görög tragédia szereplőit a sors irányítja, O’Neill szereplőinek motivációja lélektani eredetű az 1930-as évek pszichológiai irányzatainak megfelelően. A darabot könnyen lehet a freudi keretek között értelmezni, figyelembe véve az egyes alakok Ödipusz-komplexusát illetve Élektra-komplexusát. 
Az Amerikai Elektra három darabból áll (A hazatérés – The Homecoming, A hajsza – The Hunted, Hazajáró lelkek – The Haunted), amelyek megfelelnek az Oreszteia egyes részeinek. Ezeket a darabokat azonban nem szokták önállóan előadni, csak a trilógia részeként. Az egyes darabok négy- vagy ötfelvonásosak, a trilógia összesen 13 felvonásból áll, a játékideje mintegy öt óra.

## Keletkezése
O’Neillben már 1926-ban Kínában tett utazása során felmerült az ötlet, hogy egy modern pszichológiai drámát írjon a görög mitológia valamelyik cselekményét felhasználva, de csak 1929. augusztus 15-én kezdte el írni a Château de Plessis-lez-Tours-ban. Összesen hat változatot készített az 1931. március 29-én befejezett végleges szövegig. Tervét titokban tartotta, mert úgy vélte, hogy előző darabjának, a Dinamó-nak a kedvezőtlen fogadtatását a túl korai közzététel okozta. Mindazonáltal a vége felé közeledve kikérte Brooks Atkinson Pulitzer-díjas színikritikus véleményét. Az első változatokban maszkokkal, belső monológokkal és félreszólásokkal kísérletezett, de a végleges változatból ezeket kihagyta. A szöveget 1931. május 12-én helyeztette szerzői jogvédelem alá, és a New York-i Guild Theatre vállalta a bemutatást az őszi évadra. Az ősbemutatót 1931. október 26-án tartották, és a kritikusok igen kedvezően fogadták.

## Szereplői
A darab főszereplői az ókori dráma egy-egy hősének felelnek meg. Így Agamemnónból Ezra Mannon vezénylő-tábornok, Klütaimnésztrából Christine Mannon, Oresztészből Orin, Élektrából Lavinia, Aigiszthoszból Adam Brant tengerészkapitány lett.
Ezra Mannon, az Unió vezénylő-tábornoka, 50 éves, vagyonos és tekintélyes családapa. A családi vagyont apja, Abe Mannon alapozta meg. Ezra a West Point Akadémián tanult, harcolt a mexikói–amerikai háborúban, majd apja halála után átvette a családi üzlet vezetését, közben jogi tanulmányokat folytatott és az Új-Angliai kis kikötőváros bírója, majd polgármestere lett. A polgárháború kitörésekor önként jelentkezett Ulysses S. Grant seregébe. A trilógia elején tér haza a háborúból. Mozgása kimért és darabos, merev és mesterkélt pózokban áll és ül, amelyek hős katonák szobraira emlékeztetnek.
Felesége, Christine Mannon 40 éves, de fiatalabbnak látszó, érzéki nő. A város lakói furcsának tartják. Szerelemből ment hozzá férjéhez, de ez utóbb undorrá változott, és férje háborús távolléte alatt viszonyt kezdett Adam Brenttel.
Lányuk, Lavinia Mannon a darab kezdetén 23 éves, de többnek látszó, magas, szögletes testű, lapos mellű lány. Vörös haja, halvány bőre, sötétkék szeme és érzéki szája külsőleg anyjához teszi hasonlóvá, holott a legtöbb tekintetben különböznek. Apjához betegesen ragaszkodik. A trilógia legkidolgozottabb alakja, O’Neill legtragikusabb hősnőinek egyike.
Fiuk, Orin Mannon a mexikói háború alatt született, apja távollétében, és anyja a két gyermek közül csak őt szereti igazán. A trilógia második részében érkezik haza a polgárháborúból, amelyben az Unió hadnagyaként szolgált. Noha anyja biztatására eljegyzi Hazel Nilest, valódi vonzalma anyjához, majd nővéréhez fűzi. Cselekvésre való képtelenségével nem annyira mitológiai megfelelőjére, Oresztészre, mint inkább Hamletre emlékeztet.
Adam Brant tengerészkapitány Ezra Mannon unokaöccse. Magas, széles vállú, erős testalkatú. Extravagáns öltözködése és romantikus külseje alapján inkább szerencsejátékosnak vagy költőnek tűnik, semmint kapitánynak. Anyja miatt, aki a Mannon-családnál szolgált, mielőtt David Mannon felesége lett volna, és akit a család magára hagyott özvegységében, ellenséges viszonyban van a családdal, még a nevét is megváltoztatta.
Peter Niles tüzérkapitány, Orin barátja, és nővére, Hazel Niles a Mannon-család sötét természetével szemben az új-angliai egyszerű, jóságos, egészséges embereket jelképezik. Kamaszkori szerelem fűzi őket a Mannon-család fiataljaihoz, és noha a trilógia során Peter eljegyzi Laviniát, és Hazel Orin menyasszonya lesz, szerelmük nem teljesedik be.
Seth Beckwith a Mannon család hűséges öreg kertésze és mindenese. Mivel egész életében a családnál szolgált, ő a család történetének az elbeszélője.
A görög tragédia kórusának szerepét a városka lakói töltik be. Köztük van Amos Ames, a városka ácsmestere; felesége, Louisa Ames; Louisa unokatestvére, Minnie; a név nélküli énekes; Josiah Bordon, a hajózási cég vezetője és felesége, Emma; a város lelkésze Everett Hills és felesége; Dr. Joseph Blake, háziorvos; Ira Mackel farmer; Joe Silva, egy portugál halászhajó kapitánya; Abner Small bolti eladó.

## Helyszíne
A trilógia cselekménye egy felvonás kivételével a Mannon család Új-Angliai kúriájában illetve az épület előtt játszódik. A kivételt A hajsza negyedik felvonása jelenti, melynek helyszíne a Flying Trades hajó fedélzete.

## Cselekménye

### A hazatérés
I. felvonás
Ezra Mannon tábornokot hazavárják a  háborúból. Lánya, Lavinia, nemrég tért vissza New Yorkból. Az anyja, Christine szintén ott járt. Seth, az öreg kertész figyelmeztetni akarja Laviniát valamire Adam Brant kapitányt illetően, de Peter és Hazel Niles érkezése miatt nem tudja elmondani, amit akar. Peter – mint már korábban is – feleségül szeretné kérni Laviniát, aki azonban azt válaszolja, hogy senkihez nem mehet feleségül, mert az apjának szüksége van rá. Nilesék távozása után Lavinia megkéri a kertészt, hogy fejezze be a mondanivalóját Brant kapitánnyal kapcsolatban, aki állítólag azért jár a házhoz, hogy neki udvaroljon. Seth úgy véli, hogy Adam Brant David Mannonnak (Abe Mannon öccse, Ezra Mannon nagybátyja, nem szerepel a darabban) és a család kanadai cselédlányának, Marie Brantôme-nak a gyermeke. Ezt a véleményét többek között az Adam és a Mannon család tagjai közötti nagy fokú fizikai hasonlóságra alapozza. Amikor kiderült, hogy Marie gyermeket vár, Abe Mannon kidobta Davidet és a lányt a házból.
Hirtelen megjelentik Adam Brant. Lavinia akarattal lekicsinylően beszél Brant anyjáról, hogy ezzel kiprovokálja az igazságot a kapitányból. Brant valóban feldühödik, és fényt derít származására. Elmondja, hogy nem csak David Mannon, hanem Abe Mannon (Lavinia nagyapja) is szerelmes volt a kanadai cselédbe, és féltékenységből űzte el öccsét és forgatta ki a családi vagyonból. Amikor David Mannon öngyilkos lett, Marie anyagi segítségért fordult Ezrához, de az válaszra sem méltatta. Marie nyomorúságos körülmények között halt meg, ezért Brant bosszút esküdött a Mannonok ellen.
II. felvonás
Egy pillanattal később Lavinia apja dolgozószobájába hívatja anyját. Házasságtöréssel vádolja, mivel látta, hogy New Yorkban csókolóztak Adam Branttel. Christine dacosan azt feleli, hogy már régóta gyűlöli Ezrát, akit eleinte szeretett ugyan, de a mézeshetek alatt megundorodott tőle, és Lavinia erre az undorra emlékezteti. Fiát, Orint viszont szereti, mert ő azalatt született, míg apja a mexikói háborúban harcolt, így egyedül magáénak érzi. Lavinia titokban akarja tartani anyja házasságtörését Ezra érdekében, feltéve, hogy Christine megígéri, nem találkozik többet Branttel. Christine azzal gyanúsítja lányát, hogy magának akarja a kapitányt, illetve, hogy mindig is az ő helyét akarta elfoglalni; mindazonáltal beleegyezik a feltételbe. Lavinia távozása után Christine megbízza szeretőjét, hogy szerezzen mérget, amivel megölhetik Ezrát. Mivel Christine már korábban mindenkinek mesélt férje szívbetegségéről, halálát majd ennek fogják tulajdonítani.
III. felvonás
Egy héttel később hazaérkezik Ezra Mannon, akit lánya rajongva fogad. (Orin sebesülése miatt csak később fog érkezni.) Amikor a tábornok kettesben marad feleségével, Christine megnyugtatja férjét, hogy a pletykák, amelyeket róla és Adam Brantről hallott, alaptalanok. Ezra a háború alatt rájött, hogy valami fal vagy akadály választja el feleségétől, és el akarja érni, hogy az asszony újra szeresse. Christine kiszámított módon azt mondja férjének, hogy szereti, ezután összeölelkeznek. A váratlanul megjelenő Lavinia undorral szemléli a jelenetet.
IV. felvonás
Hajnal felé Christine óvatosan kicsúszik férje ágyából. Ezra felébred, és azzal vádolja feleségét, hogy csak az ő halálára vár. Tudja, hogy felesége nem szerelemből, hanem számításból hált vele. Christine a szemébe vágja, hogy Brantet szereti, mert az, férjével ellentétben kedves és gyöngéd. Ezzel eléri, hogy Mannon felkeljen, feleségére támadjon, és rosszul legyen. Amikor Ezra a gyógyszerét kéri, Christine a mérget adja oda helyette. Ezra beveszi a mérget, de rájön a cserére, és segítségért kiált. Lavinia beszalad a szobába, és hallja, hogy apja feleségére mutatva ennyit mond: "Ő a bűnös – nem orvosság volt!" Ezra meghal, Lavinia gyilkossággal vádolja anyját, aki elájul.

### A hajsza
I. felvonás
Christine és Hazel várják a hazaérkező Orint. Christine támogatja fia és Hazel házasságát, ugyanakkor szövetséget ajánl Hazelnek Lavinia intrikáival szemben. Orint Peter és Lavinia kísérik haza a vasútról. Lavinia kettesben maradva öccsével, figyelmezteti, hogy ne higgyen anyjuk hazugságainak. Orin megdöbben, de nem tudják folytatni a beszélgetést, mert megjelenik Christine, és babusgatni kezdi fiát.
II. felvonás
Orin Brantról kérdezi anyját. Christine azt állítja, hogy Lavinia beteges agyrémeket lát; Brant csak azért járt hozzájuk, hogy Ezra hazatértekor már a család régi jó barátjának számítson, és így egy jobb hajót ügyeskedjen ki magának. Orine Christine lábához ülve távoli szigetekről mesél neki, ahol álmában anyjával együtt járt. Lavinia újból megjelenik, és apjuk holttestéhez hívja Orint. Christine félrevonja lányát, és figyelmezteti, hogy Orin nem fog hinni a vádjainak, mert már ő maga elmondta neki a saját változatát.
III. felvonás
Ezra dolgozószobájában, az apa holtteste előtt Lavinia gyilkossággal vádolja anyját. Orin nem hisz neki, mert anyja elmondása alapján úgy véli, hogy nővére a gyász miatt nem teljesen beszámítható. Laviniának azonban sikerül felébresztenie Orin féltékenységét, és meggyőzi, hogy együtt lessék meg a két szeretőt.
IV. felvonás
Az Ezra temetése utáni éjjelen Brant hajója megjelenik a kikötőben. Christine kiszökik a házból, hogy Branttel találkozzon a hajón. Lavinia és a feldúlt Orin titokban követik anyjukat a hajóra, és kihallgatják, amit Branttel beszél. Christine előbb elmeséli szeretőjének, hogy pontosan hogyan halt meg Ezra, majd Brant és Christine elhatározzák, hogy keletre szöknek a Boldogság-szigetre, amelyről Brant már korábban mesélt az asszonynak. Miután Christine távozik, Orin lelövi Brantet. Laviniával együtt úgy rendezik el a helyszínt, hogy az rablótámadásra utaljon.
V. felvonás
Másnap este Christine feszült lelkiállapotban járkál fel-alá a Mannon-ház előtt. Megérkezik Orin és Lavinia, akikről az anyjuk úgy tudta, hogy barátaikhoz utaztak. Orin elmeséli, hogy lelőtte anyja szeretőjét. Christine összeomlik, Orin pedig letérdel előtte, és megkéri, hogy utazzanak el együtt, és boldoggá fogja tenni. Lavinia beparancsolja az öccsét a házba, Orin pedig engedelmeskedik. Christine gyűlölettel tekint lányára, majd bemegy a házba, ahonnan kisvártatva lövés hallatszik. Lavinia felkiált: „Igazságot szolgáltattál, apa!” Orin összeomlik. Lavinia orvosért küldi Sethet, azzal, hogy Christine a férje halála miatti bánatában öngyilkos lett.

### Hazajáró lelkek
I. felvonás
Egy évvel később Lavinia és Orin hazatérnek keleti utazásukról. Lavinia egyre inkább hasonlít anyjához, Orin pedig az apjához. Orin meg is jegyzi, hogy mintha Lavinia ellopta volna az anyja lelkét. Lavinia letorkolja öccsét, és emlékezteti, hogy csak azért egyezett bele a hazatérésbe, mert Orinnak megszűntek a beteges rohamai. Megérkezik Peter Niles, aki változatlanul szerelmes Laviniába. Orin bántó vihogással elmeséli Peternek, hogy Lavinia szabályosan beleszeretett a bennszülöttekbe, és név szerint is céloz egyikükre. Lavinia elküldi, hogy keresse meg Hazelt. Peterrel teljesen más hangot üt meg, mint korábban, és házasságukról ábrándozik. Ugyanakkor arról is beszél, hogy Orint nem meri egyedül hagyni.
II, felvonás
Egy hónappal később Orin egy kéziraton dolgozik a Mannon-ház dolgozószobájában. Lavinia erőltetetten közvetlen érdeklődésére Orin azt válaszolja, hogy a család utolsó férfi tagjaként megírta „a család összes bűneinek igaz történetét, Abe nagyapától kezdve.” Szerinte a családban Lavinia a legérdekesebb bűnöző. Azzal vádolja nővérét, hogy kikezdett a hajó első tisztjével, hogy Brantet magának akarta megszerezni, hogy akkor vált anyjukhoz hasonló szépséggé, amikor a sziget összes bennszülött férfija őt bámulta, és hogy le is feküdt egyik bennszülöttel. Lavinia a vádakban anyja hangját véli felismerni, és kétségbeesik. Majdnem szóról szóra úgy reagál, mint anyja A hazatérés második felvonásában: „Vigyázz, Orin! Te leszel felelős, ha…!”
Nyilvánvalóvá válik, hogy Orin átvette apjuk szerepét, Lavinia pedig az anyjukét.
III. felvonás
Egy pillanattal később Hazel és Peter a nappaliban ülnek. Orin bejön, és négyszemközt akar beszélni Hazellel. Átad neki egy lepecsételt borítékot, és figyelmezteti, hogy tartsa titokban, főleg Lavinia előtt. Csak akkor szabad kinyitnia, ha Orin meghal vagy ha Lavinia férjhez próbál menni Peterhez. Belép Lavinia, Hazel pedig a háta mögé próbálja rejteni a borítékot, de Lavinia észreveszi. Lavinia szeretetével zsarolja Orint, megígéri, hogy bármit megtesz a kedvééért, és rábírja, hogy kérje vissza a borítékot. Orin örökre búcsút vesz Hazeltől, és hazaküldi, nővérének pedig azt mondja, hogy soha többé nem találkozhat Peterrel. Orin szerelmet vall nővérének, aki ezt iszonyattal fogadja. Lavinia a szemébe vágja Orinnak, hogy gyűlöli, és a halálát kívánja. Megjelenik Peter, erre Orin megjátszott közvetlenséggel elmegy megtisztítani a pisztolyát. Lavinia Peter karjába veti magát, a szomszéd szobából pedig lövés hallasztik: Orin öngyilkos lett.
IV. felvonás
Három nap múlva Lavinia mély gyászban van. Petert várja, de helyette az elszánt Hazel jön, aki arra próbálja rávenni, hogy ne menjen feleségül Peterhez. Hazel bevallja, hogy beszélt Peternek az Orin-féle borítékról. Megérkezik Peter, és Laviniával a házasságukról beszélnek, azonban Peter gyanakszik, Lavinia pedig kétségbeesett. Lavinia Peter karjába omlik, és azt kiáltja: „Kívánj! A tiéd vagyok, Adam!” – maga sem tudván, miért szólította ezen a néven.  Lavinia elborzad saját magától, felbontja az eljegyzést, és hazaküldi Petert. Rájön, hogy örökké hozzá van kötözve a halott Mannonokhoz, és nem maradt már senki, aki megbüntesse, ezért magát kell megbüntetnie. Egyedüllétben kell élnie a bezárt házban, a hazajáró lelkek társaságában. Miután utasítja a kertészt, hogy szögezze be az ablaktáblákat, és dobassa ki a virágokat, „peckesen bevonul a házba, és becsukja maga mögött a kaput.”

## Eszmevilága
Egyesek a trilógiát a naturalizmushoz sorolják annak alapján, hogy az erőszakos lelkiállapotok ábrázolása nagy hangsúlyt kap benne. Az Oreszteiá-hoz hasonlóan a trilógia a bosszú témáját bontja ki, ahol a jelen cselekedeteit és a főhős jelenlegi szenvedéseit a múlt határozza meg. Több irodalomtörténész véleménye szerint O’Neill megközelítése inkább William Shakespeare Hamlet-jére, mintsem Aiszkhülosz Oreszteiájára emlékeztet.
O’Neill abban is eltér Aiszkhülosztól, ahogyan a sors és istenek szerepét tekintik. Az Oreszteiában és általában a klasszikus görög tragédiákban az istenek olyan erőt képviselnek, amelyet az ember nem tud ellenőrizni, és amely meghatározza a sorsukat. O’Neill értelmezésében ezeket az erőket Freud és Jung pszichológiája helyettesíti. Mindazonáltal O’Neill kijelentette, hogy akkor is ugyanúgy írta volna meg a darabot, ha soha nem is hallott volna Freudról, Jungról és a többiekről.

## Feldolgozásai
1947-ben a darabból Dudley Nichols készített filmet, melynek főszereplői Rosalind Russell, Michael Redgrave, Raymond Massey, Katína Paxinú, Leo Genn és Kirk Douglas voltak. A filmet jelölték a a legjobb férfi főszereplőnek (Michael Redgrave) illetve a legjobb női főszereplőnek (Rosalind Russell) járó Oscar-díjra.
1967-ben a Metropolitan Opera bemutatta a darab operaváltozatát, amelynek zenéjét Marvin David Levy szerezte, a librettista pedig William Henry Butler volt. A bemutatón Zubin Mehta vezényelt, és a rendező Mihálisz Kakojánisz volt.
1978-ban a PBS öt órás televíziós sorozatot gyártott a darabból. Ebben a fő szerepeket Bruce Davison, Roberta Maxwell és Joan Hackett alakította.

## Magyarországon

### Előadásai
1937-ben Harsányi Zsolt fordításában a Nemzeti Színház mutatta be a darabot. A rendező Németh Antal volt, a főszerepeket Csortos Gyula, Bajor Gizi, Makay Margit, Uray Tivadar, Timár József, Szörényi Éva és Lehotay Árpád alakították.
A második világháború utáni magyar nyelvű előadásokon Ottlik Géza fordítását használták:
- 1963: Vígszínház (rend. Várkonyi Zoltán, főszerepek: Sulyok Mária, Ruttkai Éva, Latinovits Zoltán, Kiss Ferenc, Szakáts Miklós)[35]
- 1964: Nemzeti Színház, Pécs (rend. Nógrádi Róbert, főszerepek: Pécsi Ildikó, Labancz Borbála, Iványi József, Végvári Tamás, Bánffy György)[35]
- 1967: Csokonai Színház, Debrecen (rend. Ruszt József, főszerepek: Olsavszky Éva, Sárosdy Rezső, Gerbár Tibor, Bürös Gyöngyi, Dózsa László, Szakács Eszter, Harkányi János)[35]
- 1968: Kisfaludy Színház, Győr (rend. Szilágyi Albert, főszerepek: Balogh Emese, Szende Bessy, Solti Bertalan, S. Tóth József, Dózsa László[35]
- 1970: Nemzeti Színház, Miskolc (rend. Nyilassy Judit, főszerepek: Gyöngyössy Katalin, Kovács Mária, Füzessy Ottó, Upor Péter, Markaly Gábor, Kulcsár Imre, Virág Ilona)[35]
- 1980: Szigligeti Színház, Szolnok (rend. Szurdi Miklós, főszerepek: Pákozdy János, Margittay Ági, Udvaros Dorottya, Nagy Zoltán, Ivánka Csaba, Szoboszlai Éva, Jakab Csaba, Lengyel István)[36]
- 1984: Vígszínház (rend. Horvai István, főszerepek: Darvas Iván, Ruttkai Éva, Kútvölgyi Erzsébet, Bács Ferenc, Sipos András, Simon Mari, Kovács János, Gálffi László)[37]
- 2000: Budapesti Kamaraszínház (rend. Tordy Géza, főszerepek: Tordy Géza, Kováts Adél, Horváth Lajos Ottó, Alföldi Róbert, Horváth Lili, Bozsó Péter, Juhász Réka, Kölgyesi György)[38]
- 2020: Kecskeméti Katona József Nemzeti Színház (rend. Horváth Csaba, főszerepek: Ferencz Bálint, Märcz Fruzsina, Kocsis Pál, Orth Péter, Decsi Edit, Lakatos Máté, Szabó Dorottya, Sirkó László[39]
- 2025: Vörösmarty Színház (rend. Horváth Csaba, főszerepek: Trokán Péter, Varga Mária, Sághy Tamás, Kádas József, Decsi Edit, Keller János, Kerkay Rita, Kozáry Ferenc)[40]

### Kiadásai
- Amerikai Elektra: Drámai trilógia. Ford. Harsányi Zsolt, fotó Vajda M. Pál. Budapest: Globus Ny. 1937.  = Krónika. A Nemzeti Színház műsorkísérő füzetei,
- Négy dráma: Boldogtalan hold / Utazás az éjszakába / Amerikai Elektra / Egy igazi úr. Ford. Ottlik Géza, Vas István, utószó Kis Anna. Budapest: Európa. 1961.
- Amerikai Elektra: Drámai trilógia. Ford. Ottlik Géza. Bukarest: Irodalmi. 1966.  = Drámák,
- Drámák, 1-2. Vál. Vas István, ford. Bányay Geyza et al., utószó Almási Miklós. Budapest: Európa. 1974.
- Amerikai Elektra: Drámai trilógia. Ford. Ottlik Géza, rend. Szurdi Miklós. Szolnok: Szolnoki Szigligeti Színház–Verseghy Ferenc Megyei Könyvtár. 1980.  = A Szolnoki Szigligeti Színház műhelye,

## Fordítás
Ez a szócikk részben vagy egészben  a   Mourning Becomes Electra című angol Wikipédia-szócikk ezen változatának fordításán alapul.  Az eredeti cikk szerkesztőit annak laptörténete sorolja fel. Ez a jelzés csupán a megfogalmazás eredetét és a szerzői jogokat jelzi, nem szolgál a cikkben szereplő információk forrásmegjelöléseként.